# Departamento de Tichit
Tichit es un departamento de la región de Tagant, en Mauritania. En marzo de 2013 presentaba una población censada de 4349 habitantes. Está formado por las siguientes comunas, que se muestran asimismo con población de marzo de 2013:
- Lekhcheb 1,942
- Tichit 2,407[1]